# The Irish Connection (Johnny Logan album)
The Irish Connection is the twelfth studio album by Australian-born Irish singer and composer Johnny Logan; credited to himself and Friends. The album was released in April 2007. The album peaked at number one in Norway and Sweden.

## Spor
| 1.  | "The Wild Rover"                       | Traditionel       | 2:49 |
| 2.  | "The Fields of Athenry"                | Pete St. John     | 4:54 |
| 3.  | "Dirty Old Town"                       | Ewan MacColl      | 3:57 |
| 4.  | "Molly Malone"                         | Traditionel       | 3:06 |
| 5.  | "On Raglan Road"                       | Patrick Kavanagh  | 4:25 |
| 6.  | "The Irish Rover"                      | Traditionel       | 3:46 |
| 7.  | "The Black Velvet Band"                | Traditionel       | 5:28 |
| 8.  | "And the Band Played Waltzing Matilda" | Eric Bogle        | 7:09 |
| 9.  | "The Raggle Taggle Gypsy"              | Traditionel       | 4:21 |
| 10. | "Follow Me up to Carlow"               | Traditionel       | 3:49 |
| 11. | "Tim Finnegan's Wake"                  | Traditionel       | 2:37 |
| 12. | "Whiskey in the Jar"                   | Traditionel       | 4:08 |
| 13. | "Spancil Hill"                         | Michael Considine | 3:53 |
| 14. | "The Town I Loved So Well"             | Phil Coulter      | 5:45 |

## Hitlister
| Hitliste(2007–08)             | Højeste placering |
| ----------------------------- | ----------------- |
| Danmark (Album Top-40)        | 3                 |
| Tyskland (Offizielle Top 100) | 71                |
| Norge (VG-lista)              | 1                 |
| Sverige (Sverigetopplistan)   | 1                 |
| Schweiz (Schweizer Hitparade) | 73                |